# Estnische Fußballmeisterschaft 1931
Die Estnische Fußballmeisterschaft wurde 1931 zum insgesamt 11. Mal als höchste estnische Fußball-Spielklasse der Herren ausgespielt. Die Meisterschaft gewann zum siebten Mal in der Klubgeschichte der SK Tallinna Sport. Der als Titelverteidiger in die Saison gegangene JK Tallinna Kalev wurde hinter Tallinna Sport Vizemeister.

## Modus
Die Liga umfasste zwei Vereine mehr als in der Vorsaison. Die sechs Mannschaften spielten jeweils einmal gegeneinander.

## Abschlusstabelle
| Pl. | Verein                | Sp. | S | U | N | Tore    | Quote | Punkte |
| --- | --------------------- | --- | - | - | - | ------- | ----- | ------ |
| 1.  | SK Tallinna Sport     | 5   | 4 | 1 | 0 | 014:200 | 7,00  | 09:10  |
| 2.  | JK Tallinna Kalev (M) | 5   | 3 | 1 | 1 | 009:200 | 4,50  | 07:30  |
| 3.  | Tallinna JK           | 5   | 3 | 1 | 1 | 009:500 | 1,80  | 07:30  |
| 4.  | VVS Puhkekodu Tallinn | 5   | 1 | 1 | 3 | 010:100 | 1,00  | 03:70  |
| 5.  | KS Võitleja Narva     | 5   | 1 | 0 | 4 | 009:180 | 0,50  | 02:80  |
| 6.  | Narva THK             | 5   | 1 | 0 | 4 | 004:180 | 0,22  | 02:80  |

Platzierungskriterien: 1. Punkte – 2. Torquotient
| (M) | Amtierender Meister |

## Kreuztabelle
| 1931                  | TSP | TKA | TJK | TPU | VÕI | NAR |
| --------------------- | --- | --- | --- | --- | --- | --- |
| SK Tallinna Sport     |     | 0:0 | 3:0 | 3:1 | 6:1 | 2:0 |
| JK Tallinna Kalev     | –   |     | 0:1 | 2:1 | 4:0 | 3:0 |
| Tallinna JK           | –   | –   |     | 0:0 | 4:1 | 4:1 |
| VVS Puhkekodu Tallinn | –   | –   | –   |     | 1:5 | 7:0 |
| KS Võitleja Narva     | –   | –   | –   | –   |     | 2:3 |
| Narva THK             | –   | –   | –   | –   | –   |     |

## Torschützenliste
| Pl. | Name                 | Mannschaft            | Tore |
| --- | -------------------- | --------------------- | ---- |
| 1.  | Friedrich Karm       | SK Tallinna Sport     | 8    |
| 2.  | Osvald Kastanja      | KS Võitleja Narva     | 4    |
| 2.  | Oskar Vinkelberg-Loo | VVS Puhkekodu Tallinn | 4    |
| 2.  | Anton Koovit         | JK Tallinna Kalev     | 4    |